# ميرفين فينلاي
ميرفين فينلاي (بالإنجليزية: Mervyn David Finlay)‏ هو قاضي أسترالي، ولد في 17 يونيو 1925 في سيدني في أستراليا، وتوفي بنفس المكان في 2 يوليو 2014.

## وصلات خارجية
- ميرفين فينلاي على موقع الاتحاد الدولي للتجديف (الإنجليزية)
- ميرفين فينلاي على موقع اللجنة الأولمبية الدولية (الإنجليزية)
- ميرفين فينلاي على موقع أوليمبيديا (الإنجليزية)
- ميرفين فينلاي على موقع اللجنة الأولمبية الأسترالية (الإنجليزية)